# Janez Vajkard Valvasor
Janez Vajkard Valvasor, född 1641 i Ljubljana, död 1693 i Krško, var en slovensk baron och författare. Han var också vetenskapsman, resenär och soldat. 
Han var intresserad av olika naturfenomen som han observerade. Mellan åren 1641-1693 ägde han det kranjska slottet Bogenšperk (tyska:Wagensberg)
Valvasor författade det illustrerade historisk-topografiska verket Die Ehre deβ Hertzogthums Crain (fyra folioband 1689, omtryckt 1877-79), som har grundläggande betydelse för utforskande av slovenska folkets historia, språk, sedvänjor m.m. 
Valvasor tillbringade mycket tid vid sjön Cerknica som ligger i inre Kranj. Det är en s.k. intermittent sjö som helt plötsligt kan försvinna och lika plötsligt återkomma. Han tillbringade en stor del av sin tid vid sjön mellan åren 1684-1685 där han skrev sitt omfattande verk på 3532 sidor kallat ”Slava vojvodine Kranjske”/"Die Ehre deβ Hertzogthums Crain". I sitt arbete beskrev han bl.a. sjön Cerknicas vattensystem. Hans verk publicerades i Nürnberg år 1689.  
Hans beskrivning av den intermittenta sjön gjorde också att han blev medlem av ”English Royal Society” i London, ett kungligt sällskap och en förening för forskning och diskussion.   
På sitt slott Bogenšperk (tyska:Wagensberg)hade han ett eget tryckeri, men dog i armod. Av sina sydslaviska samtida blev han mycket firad för sitt patriotiska mecenatskap och sin genom utländska studieresor vunna lärdom.